# Aeroportul Butler County
Aeroportul Butler County (IATA: BTP, ICAO: KBTP, FAA LID: BTP) este un aeroport din Penn Township⁠(d), Comitatul Butler, Pennsylvania, Pennsylvania, Statele Unite ale Americii ce deservește zona Butler⁠(d). Aeroportul a fost tranzitat în 2019 de 50 de pasageri. A fost numit după zona deservită.
Situat la o altitudine de 380 m, aeroportul dispune de 1 pistă.

## Infrastructură

### Piste
Aeroportul dispune de o singură pistă. Pista 08/26 are suprafața de asfalt și dimensiunile 4.801 picioare × 100 picioare. 